# Bullett Raja
Bullett Raja est un film indien de Bollywood réalisé par Tigmanshu Dhulia, sorti le 29 novembre 2013.
Le film met en vedette Saif Ali Khan, Sonakshi Sinha et Jimmy Shergill.

## Fiche technique
- Réalisation, scénario et dialogues : Tigmanshu Dhulia
- Date de sortie : 29 novembre 2013

## Distribution
- Saif Ali Khan : Raja Mishra
- Sonakshi Sinha : Mitali
- Jimmy Shergill : Rudra Tripathi
- Chunky Pandey : Lallan
- Ravi Kishan : Sumer Yadav
- Gulshan Grover : Bajaj
- Raj Babbar : Ministre Ram Babu Shukla
- Vidyut Jamwal : Inspecteur Arun Singh Munna
- Mahi Gill : participation exceptionnelle dans Don't Touch My Body

## Box-office
- Bullett Raja rapporte en Inde 330 000 000 roupies ce qui ne lui permet pas recouvrer son budget[2].